# Hilarión Daza
Hilarión Daza Groselle (Sucre, 14 de enero de 1840-Uyuni, Bolivia, 27 de febrero de 1894) fue un militar y político boliviano. Ocupó la presidencia de Bolivia desde el 4 de mayo de 1876 hasta el 28 de diciembre de 1879. Durante su gobierno comenzó la guerra del Pacífico (o del Guano y del Salitre), el cual sería un enfrentamiento bélico de Bolivia y Perú contra Chile. Desde el 17 de abril de 1879 decidió comandar personalmente el Ejército de Bolivia y delegó interinamente el gobierno al Consejo de Ministros, el cual fue derrocado el 28 de diciembre por la Junta de Gobierno La Paz mediante un golpe de Estado.

## Biografía

### Orígenes ancestrales
Hilarión Daza nació un 14 de enero de 1840 en la ciudad de Sucre en el Departamento de Chuquisaca dentro de una familia humilde de escasos recursos económicos perteneciente a la clase baja del país. Su padre fue el ciudadano italiano Marcos Grosellé y Delgadillo, quien era originario de la Región de Piamonte (ubicada actualmente en el norte de Italia) y que durante la década de 1830 decidió emigrar desde el Viejo Continente hacia el Nuevo Mundo en busca de nuevas oportunidades de vida, eligiendo vivir en Bolivia en donde llegaría a conocer a su pareja Juana Daza. Cabe mencionar que en un principio su apellido era "Grosoli" pero que tiempo después fue transformado como "Grosellé".
Muy poco se sabe de la vida de los padres de Hilarión Daza pero la gran mayoría de los historiadores bolivianos coinciden que el padre de Daza trabajaba como un saltimbanqui en un circo, similar a un artista que realiza acrobacias, piruetas, ejercicios de saltos y equilibrios para divertir al público. Según el historiador boliviano Roberto Querejazu (1913-2006) describe al padre de Daza como un «hombre aficionado a llamar la atención del público con demostraciones de su fuerza muscular», sin embargo el historiador boliviano Alcides Arguedas Díaz (1879-1946) lanza una dura crítica al trabajo del padre de Daza y lo califica solamente como un simple «"cholo vulgar" que por ganar apuestas "tragaba sapos y devoraba carne cruda frente al público" que además había heredado una invencible inclinación a los actos ostentosos de fuerza, cinismo y también la manía de apropiarse de lo ajeno (como un ladrón)».
En cuanto a su madre Juana Daza y Espinosa, todos los historiadores concuerdan que se desempeñaba como una respetable comadrona (partera particular) trabajando de casa en casa ayudando a las mujeres embarazadas con el nacimiento de sus bebés pues cabe recordar que existían muy pocos hospitales durante aquella época. El historiador boliviano del siglo XIX Tomás O'Connor d'Arlach (1853-1932), quién incluso durante su juventud alcanzó a conocer personalmente al propio Hilarión Daza, señala que no existe dudas de la reputación de la madre de Daza pues recuerda que «ella era una señora decente de la sociedad boliviana pero que a la vez era una mujer muy pobre» y que lamentablemente por la falta de recursos económicos no había podido darle a su hijo una adecuada educación como ella lo hubiera anhelado.

### Primeros años (1840-1857)
Durante su niñez, Hilarión Daza se había caracterizado por ser un niño inteligente y con viveza criolla, pero que solamente pudo recibir una educación básica en una escuela fiscal pública en donde apenas logró aprender a leer y escribir. Creció su niñez entre los niños pilluelos de la calle con quienes compartíría sus travesuras de infancia durante toda la década de 1840.
Siendo ya un adolescente a mediados de la década de 1850 y según el historiador Querejazu, Daza se había convertido ya en un jovenzuelo robusto e ingenioso que frecuentaba los frontones de pelota de mano para ganarse algunos pesos en apuestas o en todo caso trabajando como "Truquero" (haciendo trampa en los juegos callejeros). Aunque el historiador boliviano Antonio Díaz Villamil (1897-1948) revela que durante esta etapa de su vida, Daza era simplemente un ratero de bagatela (ladrón de pequeñas cosas) y que en una de esas fechorías fue capturado por la policía boliviana que procedió a aplicar contra Daza el duro castigo de azotes con látigo que durante esa época del siglo XIX era una sanción muy usual y común en Bolivia para los adolescentes que cometían algunos delitos de robo.
En cuanto al cambio de su apellido paterno, cabe mencionar que él propio Daza fue quien decidió no querer llevar el apellido de su padre debido a que sus amigos gamines (que eran muchachos huérfanos sin hogar que sobrevivían en la calle) se hacían la burla de él, llamándolo con el despectivo apodo de "Chocholin" el cual era el apodo de su padre y que también le fue heredado a su hijo Hilarión. Otras versiones señalan que cuando era muy niño, Daza no podía pronunciar muy bien su apellido paterno Groselle por lo que solo podía mencionar la palabra "Chocholin", quedándose finalmente con dicho apodo. Al final, Hilarión decidió nomás llevar el apellido de su madre Juana Daza.

### Carrera militar (1857-1874)
En la actualidad, todavía no se conoce exactamente cuáles fueron los principales motivos o causas que motivaron a Hilarión Daza a decidir ingresar en las filas del Ejército de Bolivia, pero algunas versiones señalan que durante una de sus travesuras y fechorías en la calle, Daza tuvo la mala suerte de ser nuevamente capturado por la policía boliviana, sin embargo a diferencia de las anteriores ocasiones, esta vez Daza fue llevado a un cuartel militar de la ciudad de Sucre en donde fue colocado como el último soldado de dicho regimiento a modo de aplicar una medida correctiva para el adolescente rebelde de Daza. Cabe recordar que durante esa época y por lo menos hasta el año 1880, el ejército boliviano todavía no estaba muy institucionalizado y muestra de ello es que un simple soldado raso podía escalar de grado en grado hasta llegar a ostentar el alto rango de general de ejército, siempre de acuerdo a los diferentes vaivenes políticos de uno y otro gobierno.      

Como otros muchos jovenzuelos ambiciosos de su misma edad, condición social y cultural, Daza no vio otro camino de superación que adoptando la carrera de las armas en la que, en esos tiempos (del Siglo XIX) de frecuentes revueltas, motines, levantamientos militares, revoluciones o golpes de estado contra los diferentes gobiernos, en donde era normal que uno podía ganar grados militares así como también podía perderlos todos según se uniera a tiempo en el lado vencedor (que tomaba el poder) o sino  terminaba en el lado perdedor.
Historiador boliviano Roberto Querejazu Calvo (La Paz, Bolivia; 1979)

Según el prestigioso historiador militar boliviano Julio Díaz Arguedas (1889-1980), la carrera militar de Daza comienza oficialmente a partir del año 1857 cuando siendo todavía para esa época un jovenzuelo de apenas 17 años de edad, su nombre aparece con el rango de soldado raso en las listas del Batallón "Montenegro" 3ro de Línea que en ese momento se encontraba acantonado en la ciudad de Sucre. 
Durante la presidencia de José María Linares (1808-1861) el cual gobernó Bolivia desde 1857 hasta 1861, Daza se encontraba en el ejército simplemente como un soldado de tropa y una vez que el presidente Linares fuera derrocado del poder mediante un golpe de Estado llevado a cabo por su propio ministro de guerra José María Achá (1810-1868) en el año 1861, Daza sería ascendido al grado de sargento de compañía (subteniente) en donde permanecería en ese rango por otros tres años más hasta 1864 cuando fue ascendido al grado de sargento mayor (teniente) pues además ese mismo año el presidente Achá era también derrocado mediante otro golpe de Estado pero esta vez liderado por el tenebroso y temido coronel Mariano Melgarejo Valencia (1820-1871) quien gobernó Bolivia de forma dictatorial y despótica desde el año 1864 hasta 1871.

#### Hilarión Daza durante el gobierno de Mariano Melgarejo (1864-1871)
Muchos historiadores señalan que Hilarión Daza comenzó su carrera política inicialmente como un "Melgarejista" (seguidores de Mariano Melgarejo) por lo menos durante dos años desde diciembre de 1868, cuando fue su primera aparición pública en la vida política nacional, hasta noviembre de 1870 cuando decidió finalmente traicionarlo, participando en la conspiración para el derrocamiento de Melgarejo del poder en enero de 1871.

Hilarión Daza se hizo famoso en Bolivia el año 1868 por haber recorrido con su caballo y en solo tres días, la distancia desde la ciudad de Sucre hasta La Paz, llevando el urgente mensaje sobre levantamiento militar en la urbe chuquisaqueña y entregando personalmente la noticia al terrorífico, terrible y muy temido presidente de Bolivia Mariano Melgarejo Valencia (1820-1871) quien días después ascendió de grado a Daza. Aunque solo 3 años después, Daza traicionaría a Melgarejo en 1871.

Pero mientras tanto, al parecer durante los primeros meses del gobierno de Melgarejo, Daza se encontraba andando aparentemente desempleado en 1865, permaneciendo por un pequeño periodo de tiempo en el servicio pasivo (inactivo y en la vida civil) no obstante sería reincorporado nuevamente a las filas del Ejército de Bolivia pero esta vez ya con el grado de capitán de infantería en julio de 1865, luego en el mes de noviembre de ese mismo año sería ascendido al grado de "mayor graduado". Al año siguiente, en enero de 1866 ostentaba ya el grado de "mayor efectivo" y finalmente ascendería a "comandante graduado" en abril de 1866.
En marzo del año 1867, el entonces presidente de Bolivia Mariano Melgarejo había suscrito el Tratado de Ayacucho con el Imperio de Brasil, el cual fue considerado como un acuerdo lesivo y dañino para los intereses del estado boliviano. Sin embargo el abogado chuquisaqueño Mariano Reyes Cardona (1805-1879) quien inútilmente se había opuesto a la firma de dicho tratado, estando ya muy indignado y aprovechando que Melgarejo se encontraba en ese momento en la ciudad de La Paz, decide finalmente junto a sus seguidores levantarse militarmente en la ciudad de Sucre contra el gobierno melgarejista el 17 de diciembre de 1868, proclamando como nuevo presidente de Bolivia al famoso abogado cochabambino Lucas Mendoza de la Tapia (1811-1872). Una vez apenas estallada esta revolución en la ciudad de Sucre, las autoridades regionales de esa época decidieron inmediatamente comunicar la noticia de este motín revolucionario a la ciudad de La Paz y para cumplir con dicha misión decidieron escoger como mensajero a un desconocido joven capitán de 28 años de edad de nombre Hilarión Daza, para que sea la persona encargada de llevar de manera urgente tan importante noticia hasta la ciudad de La Paz.
Hilarión Daza realizando la proeza en solo 3 días, a lomo de mula desde Sucre a La paz y con las inclemencias del tiempo; a su llegada a palacio de gobierno en la paz el presidente Gral.Melgarejo, dudó de la hazaña de Daza, ya que los mensajeros (chasquis) tardaban por lo menos una semana,debido a esto y por desconfiado a que fuese solo una treta de mal gusto ,Melgarejo mandó a Daza a calabozo, pero a los pocos días el mensajero por periódico de Potosí llevó la misma misiva, es así que Melgarejo libera a Daza y lo premia por su bravía colocándolo como comandante de uno de sus batallones.   

El presidente Mariano Melgarejo recibió en sus manos "el parte" (la información) de Daza, y sorprendido al fijarse en la fecha de él, desconfio de su veracidad; pues para su excelencia, como para sus ministros, parecia realmente imposible que en 36 horas y en tiempos (temporada) de fuertes lluvias, aquel joven oficial hubiera podido atravesar la gran distancia que media entre las ciudades de Sucre y La Paz.

Siempre receloso y desconfiado, en vez de felicitarlo por haber logrado tan semejante hazaña, el presidente Melgarejo ordenó más bien arrestar a Hilarión Daza en el cuartel del famoso batallón Colorados de Bolivia y dispuso que fuera vigilado por un soldado centinela. A continuación Melgarejo advirtió a Daza que si en el término de 3 días más se llegase a confirmar la noticia que él había traido, pues sería inmediatamente ascendido de grado y ocuparía un buen puesto dentro del ejército, pero que, si por el contrario la noticia resultaba ser falsa, sería inmediatamente fusilado en ese mismo instante pues cabe recordar que el temible Melgarejo tenia la fama de cumplir con su palabra y con lo que ofrecía.

Estando solo ya en su celda, Hilarión Daza se encontraba contentísimo al ver su carrera militar completamente asegurada, pues sabía muy bien que la noticia que él había llevado al gobierno de Melgarejo era la pura verdad y solo esperaba impacientemente la confirmación de dicha información antes de los tres días de plazo fijados por el presidente, ya sea para ascenderlo o para fusilarlo.

Efectivamente, antes del vencimiento de aquel plazo, llegó a la ciudad de La Paz otro mensajero proveniente desde la ciudad de Potosí, que traía la confirmación de la noticia y todos los detalles sobre el motín revolucionario de Reyes Cardona en la ciudad de Sucre. Inmediatamente, Melgarejo ordenó liberar a Hilarión Daza, lo ascendió ese mismo día al grado de Comandante Efectivo  y le asignó un puesto en el cuerpo de edecanes.
Historiador boliviano Tomás O'Connor d'Arlach (La Paz, Bolivia; 1912)

Gracias a los sacrificios del padre, Hilarión ingresó muy joven a la carrera de las armas en la década de 1860, donde realizó un notable desempeño. Dotado de excepcional fuerza de voluntad y habilidad.
Inicialmente, Hilarión Daza fue seguidor del entonces presidente Mariano Melgarejo (1864-1871). Pero en 1870 inició su carrera política sublevándose contra su protector el dictador Mariano Melgarejo, traicionándolo por 10 000 pesos. Se pronunció a favor del coronel Agustín Morales, bajo cuyo gobierno (1871-1872) asumió el mando del famoso Batallón Colorados, que en adelante sería su escolta y fuerza de apoyo para escalar el poder.
Tras el asesinato del presidente Agustín Morales en noviembre de 1872, asumió interinamente el poder, cediéndole luego al doctor Tomás Frías Ametller, por ser este el presidente del Consejo de Estado. Luego respaldó al gobierno de Adolfo Ballivián (1873-1874) y al morir este, apoyó el nuevo interinato de Frías, a quien sirvió como ministro de Guerra (1874-1876).
Una vez ascendido al grado de general de ejército, el año 1876, Hilarión Daza se sublevó contra el presidente Tomás Frías Ametller, a quien derrocó, para luego asumir dictatorialmente el poder. Fue confirmado como Presidente Provisorio, por la Asamblea Constituyente de 1878, aprobándose por ley los actos de su gobierno provisional. Con el apoyo de su Batallón Colorados impuso su autoridad, reprimiendo severamente la más leve oposición a su gobierno.
El año 1878, hubo un terremoto muy fuerte en Bolivia seguido de una grave sequía que causó una hambruna. Daza se mostró incapaz de enfrentar este problema y ese mismo año proporcionó a Chile el pretexto para que esta nación desencadenara la guerra del Pacífico, al crear el famoso impuesto de los 10 centavos a la explotación del salitre.
Contrajo matrimonio en La Paz, el 12 de octubre de 1872 con la distinguida dama Doña Benita Gutiérrez, actuando como padrinos del enlace D. Agustín Morales, expresidente de Bolivia y D. Casimiro Corral, quien fuera ministro de Relaciones Exteriores de Bolivia. De este matrimonio nació Doña Raquel Daza y Gutiérrez, casada en primeras nupcias con D. Manuel Zuazo y Calahumana y, en segundas nupcias, con D. Germán Contreras y Sotomayor, oficial del Ejército de Chile, quien también fuera diplomático y Diputado de la República de Chile. Hubo descendencia Contreras Daza en Santiago.
La  única hermana de Hilarion Daza fue Doña Josefa Grossoli Daza,nacida en Sucre y falleció en Chile ,tuvo descendencia en Sucre con el teniente Quintela quien fue edecán  de origen chileno del Presidente Daza, la hija fue Clara Quintela Daza y su descendencia directa es el doctor en ciencias Freddy Alejandro Zurita Céspedes PhD, políglota y experto en Diplomacia del sector energético, académico de las Universidades en Moscú, Rusia.

## Guerra del Pacífico

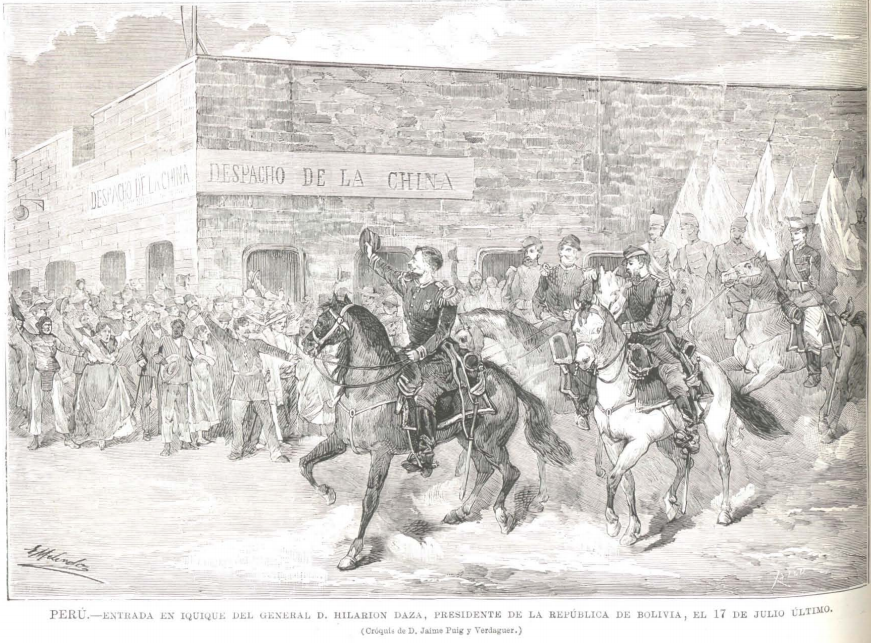
Daza llegando a Iquique, Perú (17 de julio de 1879).

El conflicto con Chile tuvo su génesis en la influencia chilena en el territorio del litoral boliviano, cuyo atractivo era su riqueza guanera y salitrera. Allí se instaló la Compañía de Salitres y Ferrocarril de Antofagasta, empresa con capitales chilenos, de la que eran accionistas prominentes políticos de dicho país. 
Hilarión Daza, una vez en el poder, inició una política frontalmente antichilena. Los chilenos residentes en Antofagasta se quejaron de recibir maltratos de parte de las autoridades bolivianas.
En 1873, el gobierno boliviano firmó un acuerdo con el apoderado de la Compañía de Salitres y Ferrocarril de Antofagasta, acuerdo que para inicios de 1878 aún no estaba vigente, porque, de acuerdo a la constitución boliviana, los contratos sobre recursos naturales debían aprobarse por el congreso. 
Ello se hizo por la Asamblea Nacional Constituyente boliviana mediante una ley, el 14 de febrero de 1878, a condición de que se pagara un impuesto de 10 centavos por quintal de salitre exportado por la compañía.

Artículo Único. Se aprueba la transacción celebrada por el ejecutivo en 27 de noviembre de 1873 con el apoderado de la Compañía Anónima de Salitres y Ferrocarril de Antofagasta a condición de hacer efectivo, como mínimo, un impuesto de diez centavos en quintal de salitre exportado.
Asamblea Nacional Constituyente de Bolivia. Ley de 14 de febrero de 1878.

Para Chile, el cobro del impuesto de 10 centavos sobre quintal exportado violaba explícitamente el artículo IV del Tratado de 1874 entre Bolivia y Chile, que prohibía elevar los impuestos durante 25 años a "las personas, industrias y capitales chilenos que trabajasen entre los paralelos 23.º y 24.º" residentes en dicha zona. Bolivia contra argumentó que la compañía no era «ciudadano chileno» sino una sociedad mercantil constituida de acuerdo a las leyes de Bolivia, y sujeta, por lo tanto, al ius imperium de ésta.
Los propietarios chilenos de la empresa afectada se negaron rotundamente a pagar dicho impuesto considerado abusivo, y solicitaron ayuda al gobierno de Santiago, recibiendo de este una cerrada defensa de su causa, pese a que se trataba de una disputa entre una compañía particular y el Estado boliviano. El gobierno chileno lo consideró un caso bilateral e hizo suyo la sui generis del conflicto.
Se inició así el conflicto diplomático que fue escalando en magnitud dada la falta de tacto diplomático del gobierno de Daza. En la crisis resultante participó como mediador el Perú, que decidió enviar un Embajador Especial y Plenipotenciario a Santiago para tratar de evitar una posible guerra, mediante la negociación. El tratado indicaba que las controversias que diere lugar "la inteligencia y ejecución del Tratado" debían someterse a arbitraje.
El 17 de noviembre de 1878 el gobierno de La Paz ordenó al prefecto del puerto del departamento de Cobija, Severino Zapata que hiciera efectivo el impuesto de 10 centavos establecido por la Ley de 14 de febrero de 1878 (para tratar de contrarrestar una grave crisis económica en Bolivia) originando el Casus belli. 
Posteriormente, el 1 de febrero de 1879, el gobierno de Hilarión Daza rescindió el contrato unilateralmente, suspendiendo los efectos de la ley de 14 de febrero de 1878 y decidió reivindicar las salitreras ocupadas por la Compañía de Salitres y Ferrocarriles de Antofagasta y proceder a rematar los bienes de estas últimas, para cobrar los impuestos impagos desde febrero de 1878, usando sus fuerzas armadas en el proceso. El remate estaba programado para el 14 de febrero de 1879.
Daza ingenuamente no creía que los chilenos pudieran declarar guerra por este pequeño aumento de 10 centavos, pero Chile ocupó militarmente Antofagasta ese mismo 14 de febrero de 1879 frustrando el remate.
Asimismo Chile supo por diplomáticos peruanos  del Tratado secreto entre Perú y Bolivia celebrado en 1873 en que Perú apoyaba militarmente a Bolivia en caso de conflicto.
Chile en virtud de esto último declaró la guerra a Bolivia el 5 de marzo de 1879 y procedió a ocupar el litoral boliviano haciendo valer antiguas reivindicaciones territoriales insolutas respecto del litoral entre esos paralelos.
Todo el Litoral boliviano fue invadido por tropas chilenas y Bolivia perdió desde entonces su salida al mar. 
Una versión muy difundida afirma que Daza celebraba por esos días su cumpleaños en coincidencia con los carnavales, y que durante varios días ocultó a su pueblo la noticia de la ocupación chilena del litoral, para no interrumpir los festejos.
Por fin, el 28 de febrero se conoció en Bolivia la noticia de la invasión chilena sobre el Litoral. Daza declaró el 1 de marzo la ruptura de comunicaciones con Chile y el embargo de propiedades de ciudadanos chilenos con el uso de la fuerza; a la vez, reclamó el apoyo del Perú, en cumplimiento del Tratado de Alianza Defensiva firmado en 1873.
El gobierno peruano envió con urgencia a Santiago una misión diplomática para mediar en el conflicto chileno-boliviano, misión que estaba encabezada por el ministro José Antonio de Lavalle y que arribó a Valparaíso el 4 de marzo, pero mientras se hacían estos esfuerzos por la paz, Daza, en un evidente intento de hacer fracasar las negociaciones y obligar al Perú a poner de una vez en ejecución el Tratado Defensivo de 1873, declaró la guerra a Chile el 14 de marzo. Chile hacía lo propio.
El 23 de marzo las fuerzas bolivianas y chilenas se enfrentaron en la batalla de Calama o del Vado Topáter, con resultado adverso para las primeras. 
Finalmente, el 5 de abril Chile le declaró la guerra al Perú, luego de que este país se negara a mantenerse neutral en el conflicto.
Se sabe de ciertas fuentes[¿cuál?] que, en plena guerra, Daza negoció secretamente con agentes confidenciales chilenos para apartar a Bolivia de la contienda y dejar al Perú solo; a cambio, su país recibiría compensaciones por la pérdida de su litoral, como la entrega de Tacna y Arica; todo lo cual, por alguna razón basada en la justicia, no se concretó.
Daza se retiró de la primera jefatura del estado mediante decreto del 17 de abril de 1879, a fin de asumir personalmente el mando del ejército y salir en marcha al frente de las fuerzas de Bolivia, conduciéndolas hacia Tacna, y tras el desembarco chileno en Pisagua, marchó hacia el sur para apoyar al ejército peruano acantonado en Iquique (provincia de Tarapacá). Tras una estancia en Arica, continuó su camino, pero luego de tres días de marcha, desde la quebrada de Camarones, anunció al presidente peruano Mariano Ignacio Prado que sus tropas se negaban a seguir debido a las duras condiciones del desierto, por lo que decidía retornar a Arica. «Desierto abruma, ejército se niega a pasar adelante», decía textualmente su telegrama (16 de noviembre).  Esta decisión afectó significativamente la dirección de la guerra dejando a Perú prácticamente solo en el conflicto.
Mientras tanto, el ejército peruano acantonado en el puerto de Iquique, que estaba al mando del general Juan Buendía, decidió avanzar hacia el interior. Buendía confiaba en la llegada de las fuerzas de Daza para romper las líneas chilenas. Pero la noticia de la deserción de Daza causó un tremendo efecto desmoralizador en las tropas peruanas, sufriendo estas una grave derrota en San Francisco, el 19 de noviembre.
Daza regresó a Arica, donde se enteró de su destitución como Presidente de Bolivia el 28 de diciembre por un Golpe de Estado de la cúpula militar en medio de un enorme descontento de la población por la suerte de la guerra. Se trasladó entonces a Arequipa, donde esperó que se le reuniera su familia; hecho esto, partió hacia Europa. Provisto de cuantiosos recursos pecuniarios, radicó en París, Francia (y por poco tiempo también en Italia). En Bolivia, el general golpista Narciso Campero asumió el poder.

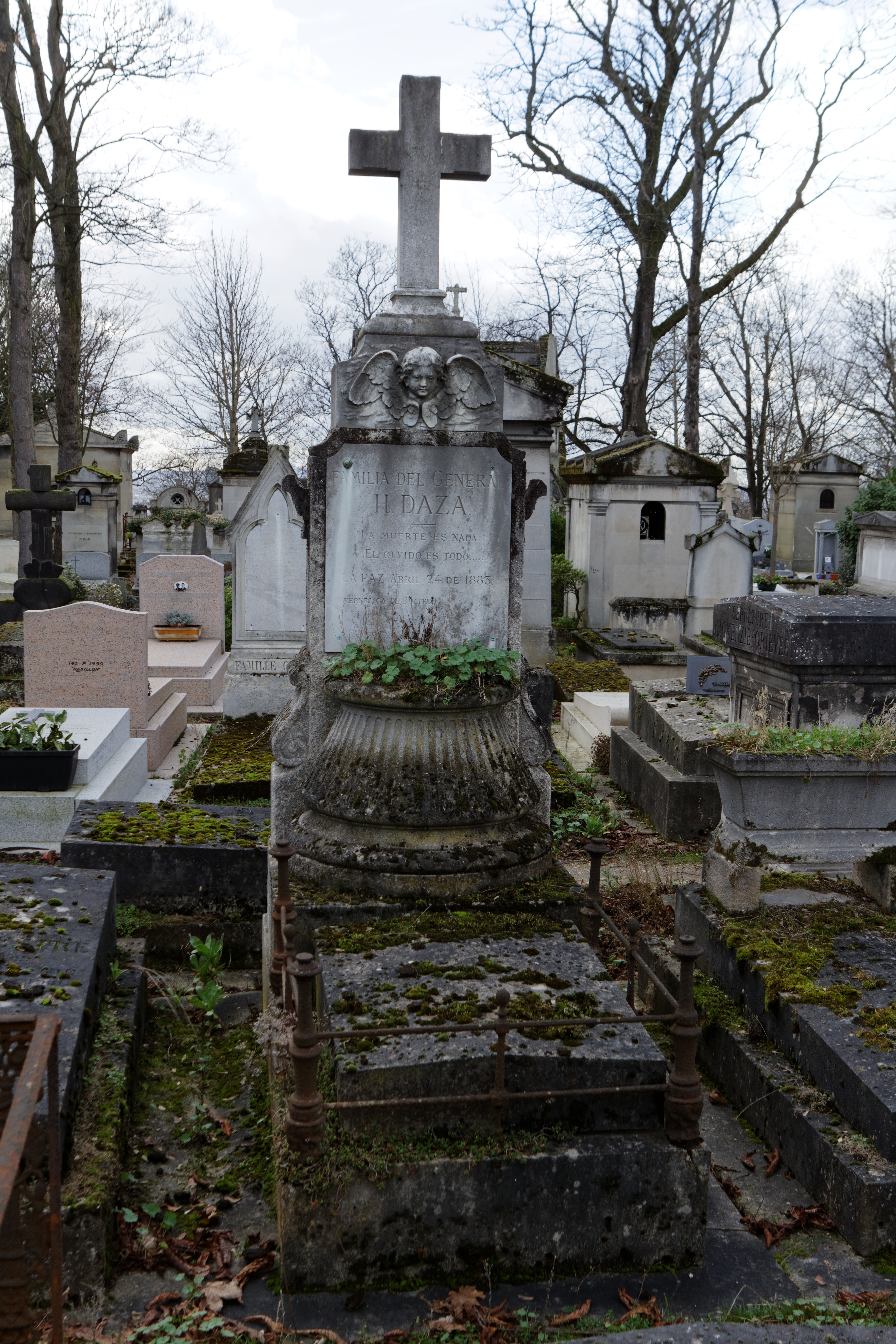
Familia de Hilarión Daza en el Cementerio Père Lachaise en París.

## Exilio y Asesinato
Tras 15 años de permanencia en Francia, en 1893 Daza solicitó permiso al presidente boliviano de entonces, Mariano Baptista, para regresar a su país a fin de defenderse de las acusaciones que sus enemigos le hacían en el Congreso Legislativo. En realidad, tras haber dilapidado su fortuna en Europa, había quedado pobre y deseaba retomar el poder en Bolivia, alentado por algunos militares.
Llegó en 1894 a Antofagasta (antiguo territorio boliviano) de donde después pasó a Uyuni para luego tomar rumbo a la ciudad de La Paz. Murió asesinado por sus custodios a su llegada a la estación de ferrocarriles de Uyuni. Como corolario a Daza jamás se le conmemoró con un monumento que lo recordara en su patria.

Llegado a Uyuni, el 27 de febrero de 1894, fue hostilizado por grupos que le calificaban de traidor, por lo que se le asignó para protegerle una escolta militar para dirigirse a un hotel, pero, en el trayecto, fue asesinado por sus propios custodios con una descarga de fusilería, por la espalda. La orden había sido dada, según los informes, por el capitán José María Mangudo y el Teniente Manuel Castillo. Nunca se pidió establecer móviles del crimen y, lamentablemente, por determinar dichas causa que, seguramente, hubieran señalado a los responsables de la pérdida de la guerra y por lo tanto del Litoral.
José V. Ochoa.

Desde inicios del siglo XXI, se evidencia un movimiento reivindicatorio de Daza Groselle, buscando sustentar su asesinato con especulaciones de todo tipo sobre las revelaciones (en contra de Narciso Campero y otros) que supuestamente iba a hacer en el Congreso boliviano. Autores como José Mesa, Teresa Gisbert y Carlos Mesa Gisbert consideran que Narciso Campero no ordenó en la segunda mitad de 1879 la entrada en acción de sus fuerzas en Atacama por estar en colusión con los empresarios mineros encabezados por Aniceto Arce,[cita requerida] quienes poseían intereses comerciales en sociedad con inversores chilenos en el litoral del Pacífico, ocupado por Chile luego de las acciones militares de marzo de 1879.
Sin embargo, en un manifiesto publicado en 1882 el general Eliodoro Camacho, presente en Junta de Guerra en Camarones, afirma que 

“El General Daza es el único responsable de la retirada, por haberla ordenado contra el dictamen de varios de los jefes en la Junta de Guerra que tuvo lugar en la quebrada de Camarones".
 Eliodoro Camacho.

Que en la Junta se había definido que el ejército boliviano quedase en Camarones, en donde encontraron agua y víveres suficientes, mientras que con Daza al frente, en misión arriesgada, un reducido grupo se dirigiría a Pozo Almonte, en donde el boliviano tomaría el mando del ejército aliado allí presente y además dirigiría los movimientos del ejército de Camarones.
Que Daza acepta la propuesta y ofrece telegrafiar en ese sentido a Prado. Luego en correspondencia con Miguel de los Santos Taborga, Camacho da más detalle:

Al día siguiente fui llamado a la oficina de telégrafos donde se hallaba el General Daza con su Secretario General. Me mostraron un telegrama recibido de Arica en el que el General Prado decía poco o más o menos:  “Habiendo recibido su mensaje de ayer en el que me manifiesta la resistencia del ejército a continuar la marcha, convoqué anoche una Junta de Guerra que ha resuelto se ordene al General Buendía que ataque inmediatamente. Por consiguiente, no solo es peligrosa sino inútil la marcha personal de usted al sur”.

Esto me convenció de que el General Daza no pasó a Prado la comunicación convenida, sino otra que la voz pública repetía haber sido en estos términos:
“Desierto abruma. Ejército se resiste continuar. No hay víveres”.
Cuando reclamé por haberse faltado a lo convenido, se me contestó con un enredo de palabras. Cuando pedí conocer el telegrama enviado para descifrar el mal entendido en el que había caído el General Prado, el doctor Gutiérrez se buscó los bolsillos y me dijo: "He perdido el papelito”.

En la tarde del mismo día llegó de Pozo Almonte el Teniente Felipe Niño de Guzmán, con varias comunicaciones para el General Daza, en las que el general Buendía lo llamaba a ponerse a la cabeza del Ejército de Tarapacá. Los más de los jefes rogamos al General Daza proseguir la marcha. Unos pocos opinaron por la retirada. El General Daza se limitó a escucharnos. No dio ningún dictamen, ofreciendo únicamente, de un modo indeciso, decirle al General Prado que telegrafíe a Pozo Almonte para que se suspenda el ataque ordenado. A poco de retirarme del alojamiento del General Daza oí en el campamento dianas ejecutadas por las bandas de música. Cuando pregunté el motivo se me avisó que se había ordenado la contramarcha".

Texto tomado del libro "Guano, Salitre y Sangre" de Roberto Querejazu Calvo.